# Velay
Velay (em occitano Velai, em francês Velay) é um território histórico da Occitânia, que atualmente forma o departamento da Haute-Loire.  O centro e principal núcleo urbano é Puy-en-Velay.

## Geografia
Velay é situada no sudeste do Maciço Central, entre o vale de Allier no oeste e no sopé das montanhas na margem direita do Ródano à leste. É uma região moderadamente elevada, com o ponto mais alto do  Monte Mesenc, em 1754 m.
O relevo de Velay gira em torno do maciço de Maigal que constitue o centro do país.
- Ao leste e nordeste, o planalto de granito Tence.
- Ao sul, o planalto basáltico de Mezen.
- Ao oeste e sudoeste, a Bacia de Puy-en-Velay e do planalto vulcânico Velay.
- Al norte, o planalto de granito de Craponne-sur-Arzon.

O relevo do planalto é interrompido por vales profundos, especialmente no vale do rio Loire.

## Cultura
Velay é uma região onde o idioma e cultura occitana estão profundamente enraizados. A identidade vellave baseia-se no substrato de duas tradições culturais provenientes, tanto de uma parte, como de outra, do maciço de Maigal.

## História
A colonizacão gaulesa deixou uma grande marca em Velay. No entanto, a dominação política e militar dos celtas teve uma influência decisiva sobre a estrutura e coesão do país. Durante a conquista romana, Vélavos foi território gaulês. A capital administrativa foi por algum tempo, Roession (Ruessium) ("bem situada"), hoje chamado de Saint-Paulien, mas em torno de Puy-de-Velay onde o país de Velay está dividido. 
Depois de integrar o reino da França, Velay foi anexado à província de Languedoc e a de Beaucaire. O país participou das assembleias de Languedoc, mas no seu próprio negócio foi governado por uma assembleia eleita anualmente: Estados da Velay. A vida política de Velay era constantemente convulsionada por lutas pelo poder travadas entre o bispo e a nobreza. O período das guerras de religião foi particularmente dura e violenta. A cidade de Puy-en-Velay, afeta o campo permaneceu católica, enquanto as terras ao redor aderir à Reforma.
Em termos gerais, a Revolução Francesa não foi bem aceita pela população de Velay que permaneceu fiel aos seus valores religiosos. A população foi durante muito tempo, em oposição à República.